# Marco Waslander
Marco Waslander (Groningen, 5 december 1967) is een Nederlands voormalig voetballer. In de periode 1988-2001 speelde hij onder meer voor FC Groningen, Heracles Almelo en Go Ahead Eagles.